# Who (canción)
«Who» es una canción del cantante surcoreano Jimin de BTS. Fue lanzada el 19 de julio de 2024, como sencillo principal de su segundo álbum de estudio Muse a través de Big Hit Music.

## Antecedentes y promoción
El 18 de julio de 2024, se reveló que la canción sería el tema principal para promocionar su próximo álbum de estudio y que habría una presentación el mismo día. El 22 de julio, se transmitió una versión pregrabada de la canción en The Tonight Show Starring Jimmy Fallon, que se grabó antes de su alistamiento en diciembre de 2023. El video muestra a Jimin rodeado por bailarines actuando en un almacén abandonado frente a un letrero de neón que dice «Who».

## Rendimiento comercial
Unos días después de su lanzamiento, la canción pasó a subir significativamente en las plataformas de streaming, alcanzando pronto el número uno en las listas diarias mundiales de Spotify. El 26 de julio de 2024, la canción debutó en el número cuatro en la lista de sencillos del Reino Unido, convirtiéndose en el sencillo en solitario de Jimin con mayor clasificación en el Reino Unido.
En los Estados Unidos, «Who» debutó en el puesto número 14 en el Billboard Hot 100, siendo el debut más alto de esa semana, marcando la sexta entrada de Jimin en la lista como solista y el segundo debut más alto de su carrera, después de «Like Crazy» que debutó en el número uno el año pasado. Además fue la canción más vendida de esa semana encabezando la lista de sencillos digitales fue la sexta vez que Jimin lideró dicha lista, convirtiéndose en el solista de K-pop con más lideratos y el segundo mayor entre todos los actos de K-pop solo detrás de BTS. Alcanzó el puesto número 12 en su segunda semana, en la edición del 10 de agosto.
A nivel mundial, «Who» acumuló 90,5 millones de reproducciones y 129 000 ventas en la semana de seguimiento, permitiendo alcanzar el número 1 en el Billboard Global 200 y el Global Excl U.S.con 76 millones de transmisiones y 76 000 ventas en territorios fuera de EE. UU. Es el primer debut de Jimin en la cima de ambos rankings mundiales y es el segundo miembro de BTS en lograr esto como artista solista.Y pasó una segunda semana consecutiva en el número uno en ambas listas mundiales, con un 93,4 millones de reproducciones y 64 000 ventas en todo el mundo y 75 millones de reproducciones y 15 000 ventas obtenidas en territorios fuera de EE. UU.

## Vídeo musical
Jimin aparece en la calle por la noche buscando a su «amor» mientras canta sobre extrañar a alguien que nunca ha conocido antes con su equipo de bailarines. 

## Reconocimientos
| Programa           | Fecha               | Ref.   |
| ------------------ | ------------------- | ------ |
| M Cuenta regresiva | 8 de Agosto de 2024 | [ 15 ] |

| Otorgar                 | Fecha               | Ref.   |
| ----------------------- | ------------------- | ------ |
| Weekly Popularity Award | 29 de julio de 2024 | [ 16 ] |
| Weekly Popularity Award | 5 de agosto de 2024 | [ 16 ] |

## Créditos y personal
Créditos adaptados de Melon.

### Estudio
- Dogg Bounce – grabación
- Cove City Sound Studios – grabación
- MixStar Studios – mezcla

### Personal
- Jon Bellion – productor, letras, composición, teclados, sintetizador, programación de batería, coros
- Pete Nappi – productor, letras, composición, teclados, sintetizador, programación de batería
- Tenroc (Jason Cornet) –  productor, letras, composición, teclados, sintetizador, guitarra, programación de batería
- Pdogg – productor, letras, composición, teclados, sintetizador, arreglos vocales, grabación, edición digital
- Ghstloop – productor, letras, composición, teclados, edición digital
- Noogi Park – bajo
- John Arbuckle – grabación
- Serban Ghenea – mezcla
  - Bryce Bordone – asistente

## Historial de lanzamientos
| Región         | Fecha               | Formato(s)                 | Versión  | Etiqueta | Ref.   |
| -------------- | ------------------- | -------------------------- | -------- | -------- | ------ |
| Varios         | 19 de julio de 2024 | Descarga digital Streaming | Original | Big Hit  | [ 17 ] |
| Estados Unidos | 19 de julio de 2024 | CD sencillo                | Original | Big Hit  | [ 18 ] |
| Varios         | 23 de julio de 2024 | Descarga digital Streaming | Remixes  | Big Hit  |        |
| Italia         | 25 de julio de 2024 | Radio airplay              | Original | EMI      | [ 19 ] |
| Estados Unidos | 9 de agosto de 2024 | Contemporary hit radio     | Original | Big Hit  | [ 20 ] |